# Robert Walter (Jurist)
Robert Walter (* 30. Jänner 1931 in Wien; † 25. Dezember 2010 ebenda) war ein österreichischer Jurist.

## Leben
Nach der Matura 1949 in Wiener Neustadt studierte Walter Rechtswissenschaften sowie Staatswissenschaften an der Universität Wien und wurde 1953 zum Dr. iur. und 1955 zum Dr. rer. pol. promoviert. 1957 wurde Walter zum Richter ernannt und habilitierte sich 1960 bei Adolf Julius Merkl an der Universität Wien für Verfassungsrecht. 1962 folgte er einem Ruf der Universität Graz auf ein Extraordinariat für Verfassungsrecht und wurde dort 1965 Ordinarius. 1966 folgte er einem Ruf an die Hochschule für Welthandel in Wien (später: Wirtschaftsuniversität Wien) und wechselte 1975 zurück an die Universität Wien, wo er bis zu seiner Emeritierung im Jahr 1999 als ordentlicher Professor des Staats- und Verwaltungsrechts wirkte. Gemeinsam mit Heinz Mayer, der sich bei ihm habilitierte, verfasste er Lehrbücher zum Bundesverfassungsrecht, zum Verwaltungsverfahrensrecht und zum Besonderen Verwaltungsrecht, die jeweils mehrere Auflagen erlebten.
1971 initiierte Robert Walter gemeinsam mit Kurt Ringhofer die Gründung des Hans-Kelsen-Instituts, einer Bundesstiftung, die das Werk Hans Kelsens fortführen sollte, wurde neben Ringhofer dessen Geschäftsführer und entfaltete eine beachtliche Forschungs- und Publikationstätigkeit sowohl zur Reinen Rechtslehre als auch zu Hans Kelsen selbst.

## Auszeichnungen
- 1997: Österreichischen Ehrenzeichen für Wissenschaft und Kunst
- 1995: Ehrendoktorwürde der Universität Salzburg
- 1999: Wilhelm-Hartel-Preis
- 2010: Großes Goldenes Ehrenzeichen für Verdienste um die Republik Österreich[2]

## Werke (Auswahl)
- Robert Walter: Verfassung und Gerichtsbarkeit. Manz, Wien 1960
- Robert Walter: Der Aufbau der Rechtsordnung. 1. Auflage, Leykam, Graz 1964; 2. Auflage, Manz, Wien 1974
- Robert Walter: Österreichisches Bundesverfassungsrecht. System. Manz, Wien 1972
- Robert Walter, Heinz Mayer: Grundriss des österreichischen Bundesverfassungsrechts. 1. Auflage Manz, Wien 1976; zuletzt 10. Auflage (mit Gabriele Kucsko-Stadlmayer), Manz, Wien 2007
- Robert Walter, Heinz Mayer: Grundriss des österreichischen Verwaltungsverfahrensrechts. 1. Auflage, Manz, Wien 1978; zuletzt 8. Auflage, Manz, Wien 2003
- Robert Walter, Heinz Mayer: Grundriss des Besonderen Verwaltungsrechts. 1. Auflage. Manz, Wien 1981; zuletzt 2. Auflage, Manz, Wien 1987
- Robert Walter: Die Entstehung des Bundes-Verfassungsgesetzes 1920 in der Konstituierenden Nationalversammlung (= Schriftenreihe des Hans Kelsen-Instituts 9). Manz, Wien 1984
- Robert Walter: Hans Kelsen – Ein Leben im Dienste der Wissenschaft (= Schriftenreihe des Hans Kelsen-Instituts 10). Manz, Wien 1985
- Robert Walter: Rechtstheorie und Erkenntnislehre gegen Reine Rechtslehre? (= Schriftenreihe des Hans Kelsen-Instituts 15). Manz, Wien 1990
- Robert Walter, Rudolf Thienel: Parlament und Bundesverfassung (= Juristische Schriftenreihe 18). Verlag der Österr. Staatsdruckerei, Wien 1990
- Robert Walter, Überlegungen zu einer Neukodifikation der Bundesverfassung. 2 Bde. Verlag der Österr. Staatsdruckerei, Wien 1994
- Robert Walter, Rudolf Thienel: Die österreichischen Verwaltungsverfahrensgesetze. 12. Auflage. Manz, Wien 1996; zuletzt 16. Auflage, 2004
- Robert Walter: Hans Kelsen als Verfassungsrichter (= Schriftenreihe des Hans Kelsen-Instituts 27). Manz, Wien 2005